# Ignaz Seipel
Ignaz Seipel (19. července 1876 Vídeň – 2. srpna 1932 Pernitz) byl rakouský katolický kněz, politik a kancléř.

## Život
Ignaz Seipel absolvoval v roce 1895 gymnázium ve Vídni, poté studoval teologii na univerzitě ve Vídni a 23. července 1899 byl vysvěcen na kněze.
Brzy poté obhájil doktorát teologie, v letech 1909 do 1917 byl profesorem morální teologie v Salcburku. Vstoupil do křesťansko-sociální strany a sloužil jako tajemník ve vládě za první světové války.
Těsně před zhroucením monarchie v říjnu 1918 byl ministrem práce a sociálních věcí v kabinetu Heinricha Lammasche. V letech 1921–1930 byl předsedou křesťansko-sociální strany. Přitom byl roku 1922 zvolen kancléřem. Roku 1924 na něj levice zorganizovala atentát, při němž byl těžce raněn. Ze zdravotních důvodů poté odstoupil z úřadu kancléře. V letech 1926–1929 zastával tento post znovu. Jeho hlavní politikou byla podpora spolupráce s průmyslníky a Heimwehrem. To mělo za následek demonstrace, které vyústily v tzv. červencovou revoltu, kterou násilím potlačil.
Zemřel v důsledku tuberkulózy, kterou se nakazil při cestě z Palestiny.